# Takako Matsu
Takako Matsu  (松 たか子?, Matsu Takako), pseudonimo di Takako Fujima (藤間 隆子?, Fujima Takako; Tokyo, 10 giugno 1977), è una cantante e attrice giapponese.
Nel 2013 ha interpretato la versione giapponese di Let It Go, canzone tratta dal film Frozen - Il regno di ghiaccio. Con il brano Into the unknown, tratto dal film Frozen 2 - Il segreto di Arendelle, si è esibita alla cerimonia degli Oscar 2020, accompagnando sul palco Idina Menzel (voce originale di Elsa) insieme ad altre colleghe internazionali.

## Discografia

### Album in studio
- Sora no Kagami (1997)
- Ai no Tobira (1998)
- Itsuka, Sakura no Ame ni ... (2000)
- A Piece of Life (2001)
- Home Grown (2003)
- Harvest Songs (2003)
- Bokura ga Ita (2006)
- Cherish You (2007)
- Time for Music (2009)
- Ashita wa Doko kara (2017)

### Compilation
- Five Years: Singles (2001)
- Takako Matsu Single Collection 1999-2005 (2006)
- Orme: 10th Anniversary Complete Best (2008)

### Album live
- Takako Matsu Concert Tour Vol. 1 "A Piece of Life" (2002)
- Takako Matsu Concert Tour 2003 "Second Wave" (2004)

## Filmografia parziale

### Cinema
- Confessions (Kokuhaku), regia di Tetsuya Nakashima (2010)

### Televisione
- Omameda Towako to sannin no motootto – serie TV (2021)
- To a Brighter Place  ( 明るいほうへ 明るいほうへ?,  Akarui hō e akarui hō e) - film TV (2001)

### Doppiaggio
- Frozen - Il regno di ghiaccio - film animato (2013), Elsa
- Fireworks - Vanno visti di lato o dal basso? - film animato (2017), madre di Nazuna
- Ralph spacca Internet - film animato (2018), Elsa
- Kingdom Hearts III - videogioco (2019), Elsa
- Frozen II - Il segreto di Arendelle - film animato (2019), Elsa